# Alcea rhyticarpa
Alcea rhyticarpa (укр. Рожа сітчастоплідна) — вид квіткових рослин родини мальвові (Malvales).

## Опис
Стебло та листя його вкриті густою повстю. Рослина жовто-зеленого забарвлення. Квіти великі. Пелюстки червоно-лілового забарвлення, при основі жовті. Від основи відходять жовті прожилки. Цвіте у червні-липні.

## Поширення і екологія
Росте на піщаних ґрунтах, у щебенистих пустирях серед низькогір'я, у лесових пустелях. Вид поширений у Середній (Казахстан, Туркменістан, Узбекистан) та Західній Азії (Афганістан, Іран). Там може рости як бур'ян серед посівів. В Україні культивують як декоративну рослину.